# Михалицини
Міхалі́цини (рос. Михалицыны) — присілок у складі Котельницького району Кіровської області, Росія. Входить до складу Юбілейного сільського поселення.
Населення становить 19 осіб (2010, 29 у 2002).
Національний склад станом на 2002 рік — росіяни 100 %.